# Radical 23
Le radical 23 (匸), qui signifie fermeture cachée, est un des 23 des 214 radicaux chinois répertoriés dans le dictionnaire de Kangxi composés de deux traits.
Le caractère Unicode de 匸 est 5338.

## Caractères avec le radical 23
| nombre de traits          | caractères |
| ------------------------- | ---------- |
| Sans trait supplémentaire | 匸         |
| 2 traits supplémentaires  | 匹 区      |
| 6 traits supplémentaires  | 匼         |
| 7 traits supplémentaires  | 匽         |
| 9 traits supplémentaires  | 匾 匿 區   |